# Liste der Brücken über den Vorderrhein

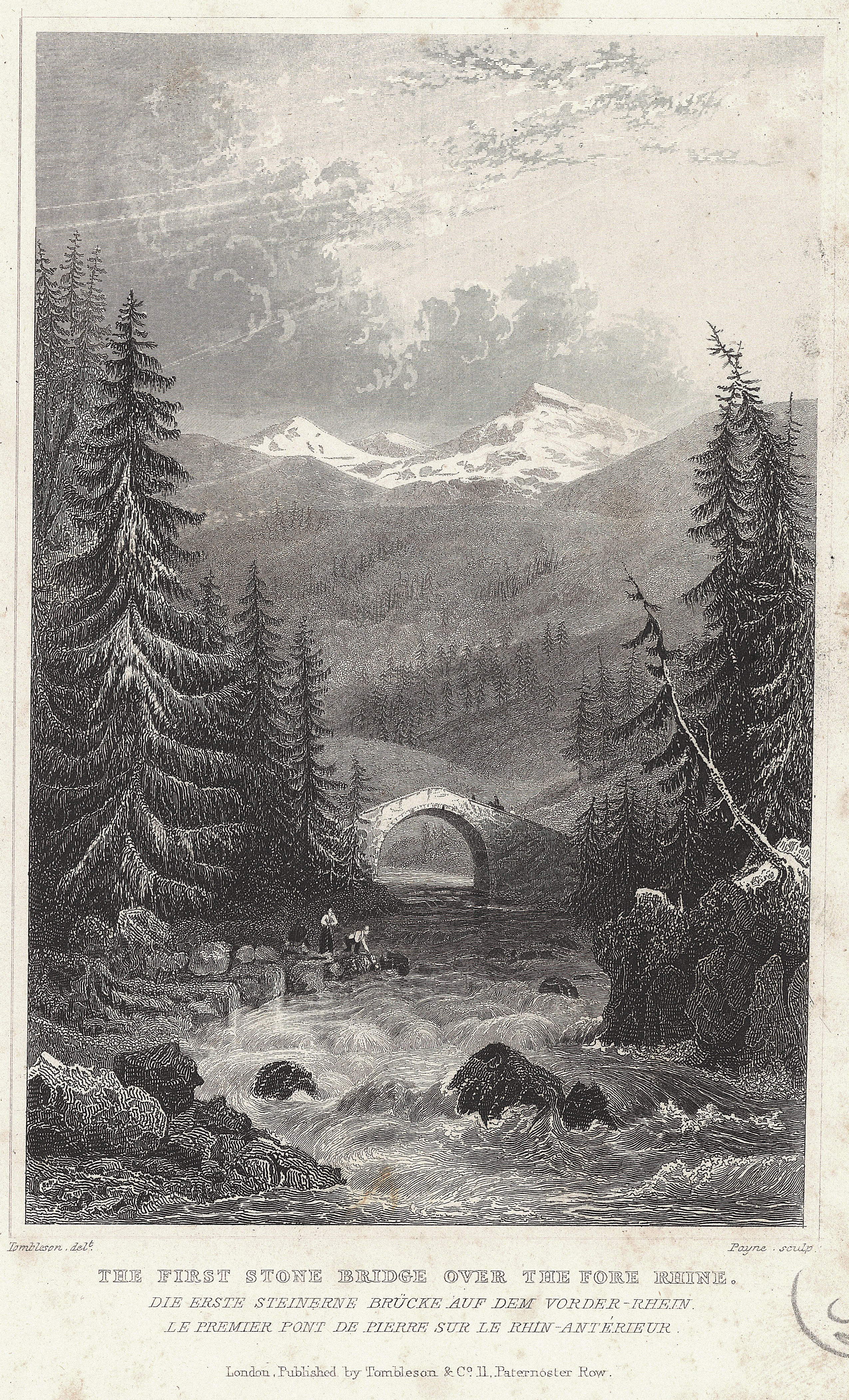
Die erste steinerne Brücke auf dem Vorder-Rhein (Stahlstich, 19. Jh.)

Die Liste der Brücken über den Vorderrhein enthält die Brücken des Vorderrheins vom Quellgebiet beim Tomasee bis zum Zusammenfluss mit dem Hinterrhein zum Alpenrhein bei Reichenau.

## Brückenliste
52 Brücken überspannen den Vorderrhein: 33 Strassen- und Feldwegbrücken, 12 Fussgänger- und Velobrücken, fünf RhB-Eisenbahnbrücken und zwei temporäre Loipenübergänge.

### ObereSurselva
25 Übergänge überspannen den Fluss in den Gemeinden Tujetsch und Disentis/Mustér.
| Bild | Name                               | Ort             | Lage | Funktion                                     | Konstruktion | Material          | Länge in m | Höhe m ü. M. | Bemerkungen |
| ---- | ---------------------------------- | --------------- | ---- | -------------------------------------------- | ------------ | ----------------- | ---------- | ------------ | --- |
|      | Unbenannter Steg                   | Tujetsch        |      | Fussgängerbrücke                             | Furt         | Stein             | 8          | 2344         | Wanderland-Route 49 Vier-Quellen-Weg (Etappe 1 Andermatt, Oberalppass–Vermigelhütte) |
|      | Via Maighels-Brücke                | Tujetsch        |      | Alpstrassenbrücke                            | Balkenbrücke | Beton             | 6          | 2153         | Mountainbike-Route 1 Alpine Bike (Etappe 9 Disentis–Andermatt) und Route 205 Maighelshütte–Oberalppass (Sedrun–Sedrun) |
|      | Via Curnera-Brücke                 | Tujetsch        |      | Alpstrassenbrücke                            | Balkenbrücke | Beton             | 12         | 1872         | Bergwanderweg |
|      | Unbenannter Steg                   | Tujetsch        |      | Fussgängerbrücke                             | Balkenbrücke | Holz              | 6          | 1654         | Bergwanderweg |
|      | Unbenannter Steg                   | Tujetsch        |      | Fussgängerbrücke                             | Balkenbrücke | Holz              | 10         | 1651         | Bergwanderweg |
|      | Unbenannter Steg                   | Tujetsch        |      | Fussgängerbrücke                             | Balkenbrücke | Holz              | 10         | 1644         | Bergwanderweg |
|      | Unbenannter Steg                   | Tujetsch        |      | Fussgängerbrücke mit Schranke                | Balkenbrücke | Holz              | 12         | 1624         | Bergwanderweg |
|      | Unbenannter Steg                   | Tujetsch        |      | Fussgängerbrücke                             | Balkenbrücke | Holz              | 14         | 1527         | Bergwanderweg |
|      | Unbenannter Steg                   | Selva           |      | Feldwegbrücke                                | Balkenbrücke | Stahl Holz        | 12         | 1493         | Privater Übergang auf dem Golfplatz Sedrun. |
|      | Via Plaun Uaul-Brücke              | Selva           |      | Feldwegbrücke                                | Balkenbrücke | Holz              | 14         | 1488         | Mountainbike-Route 1 Alpine Bike (Etappe 9 Disentis–Andermatt) und Route 205 Maighelshütte–Oberalppass (Sedrun–Sedrun) |
|      | Unbenannte Brücke                  | Rueras          |      | Feldwegbrücke mit Schranken                  | Balkenbrücke | Stahl Holz        | 15         | 1359         | Langlaufen-Route 249 Rundloipe Sedrun Bergwanderweg |
|      | Unbenannte Brücke                  | Rueras          |      | Feldwegbrücke                                | Balkenbrücke | Stahl Holz        | 10         | 1354         | Langlauf-Loipe |
|      | Unbenannte Brücke                  | Sedrun          |      | Fussgängerbrücke                             | Balkenbrücke | Stahl             | 20         | 1343         | Metallpoller dient als Durchfahrtssperre Langlaufen-Route 249 Rundloipe Sedrun |
|      | Via Tgamaura-Brücke                | Sedrun          |      | Strassenbrücke (zweispurig)                  | Balkenbrücke | Beton             | 30         | 1340         | Bergwanderweg |
|      | Gotthard-Basistunnel-Zugangsbrücke | Sedrun          |      | Strassenbrücke (zweispurig)                  | Balkenbrücke | Beton             | 30         | 1336         | Dort war die tiefste Bahnstation der Welt, die Porta Alpina geplant. |
|      | Via Cavorgia-Brücke                | Sedrun          |      | Strassenbrücke (zweispurig) mit Trottoir     | Balkenbrücke | Beton             | 120        | 1356         | Verbot für Anhänger Höchstgewicht 18 t Mountainbike-Route 205 Maighelshütte–Oberalppass (Sedrun–Sedrun), Route 206 Stausee Nalps–Cavorgia (Sedrun–Sedrun) und Route 207 Bostg (Disentis–Disentis) Rund 800 m flussabwärts der Brücke beginnt das national geschützte Auengebiet Gravas.                                   |
|      | Unbenannter Steg                   | Sedrun          |      | Fussgängerbrücke                             | Balkenbrücke | Beton             | 35         | 1307         | Bergwanderweg |
|      | Mises las Cavorgias-Brücke         | Mumpé Medel     |      | Feldwegbrücke                                | Balkenbrücke | Stahl Holz        | 12         | 1197         | Mountainbike-Route 207 Bostg (Disentis–Disentis) |
|      | Unbenannte Brücke                  | Mumpé Medel     |      | Fussgängerbrücke                             | Balkenbrücke | Stahl Stein Beton | 30         | 1091         | Stahlträgerbrücke auf gemauerten Widerlagern Wanderland-Route 680 Senda Desertina (Disentis, Bahnhof–Disentis, Bahnhof) |
|      | La Pendenta                        | Disentis/Mustér |      | Fussgängerbrücke                             | Hängebrücke  | Stahl             | 280        | 1083         | Gebaut 2024 |
|      | Via Lucmagn-Brücke                 | Disentis/Mustér |      | Strassenbrücke (zweispurig) mit Trottoir 416 | Bogenbrücke  | Beton             | 100        | 1074         | Höchstgewicht 28 t PostAuto-Buslinie 481 (Disentis/Mustér-Fuorns (Medel)-Lukmanier Passhöhe) Mountainbike-Route 1 Alpine Bike (Etappe 9 Disentis–Andermatt) Veloland-Route 36 Percorso Blenio–Lucomagno (Etappe 2 Olivone (Camperio)–Disentis) Wanderland-Route 680 Senda Desertina (Disentis, Bahnhof–Disentis, Bahnhof) |
|      | Fontanivas-Brücke                  | Disentis/Mustér |      | Strassenbrücke (zweispurig)                  | Bogenbrücke  | Stahl Beton       | 40         | 1040         | Gebaut 2015 Mountainbike-Route 1 Alpine Bike (Etappe 9 Disentis–Andermatt) Langlaufen-Route 250 Nordic Surselva (Disentis–Trun) |
|      | Brulfbrücke (Via Cavardias)        | Disentis/Mustér |      | Strassenbrücke (zweispurig) mit Trottoir     | Bogenbrücke  | Beton             | 60         | 1024         | Mountainbike-Route 1 Alpine Bike (Etappe 8 Lumbrein–Disentis) und Route 208 Val Russein (Disentis–Disentis) Veloland-Route 2 Rhein-Route (Etappe 2 Disentis–Chur) Die Brücke befindet sich im national geschützten Auengebiet Fontanivas-Sonduritg.                                                                       |
|      | Loipenbrücke Brulf                 | Disentis/Mustér |      | Loipen-Übergang (temporär)                   | Balkenbrücke | Holz              | 50         | 1015         | Holzbrücke wird im Winter unter der Brulfbrücke aufgebaut zur Querung der Langlaufloipe. Langlaufen-Route 250 Nordic Surselva (Disentis–Trun) |
|      | Loipenbrücken Disla                | Disentis/Mustér |      | Loipen-Übergang (temporär)                   | Balkenbrücke | Holz              | 100        | 990          | Drei Holzbrücken mit verschiedenen Längen werden im Winter aufgebaut zur Querung der Langlaufloipe. Langlaufen-Route 250 Nordic Surselva (Disentis–Trun) |
|      | Rheinbrücke Pardomat               | Disentis/Mustér |      | Strassenbrücke (zweispurig)                  | Bogenbrücke  | Beton             | 60         | 970          | Gebaut 2011 PostAuto-Buslinie 482 (Disentis/Mustér-Cavardiras) Mountainbike-Route 1 Alpine Bike (Etappe 8 Lumbrein–Disentis) Die Brücke befindet sich im national geschützten Auengebiet Disla – Pardomat. |

### MittlereSurselva
14 Brücken überspannen den Fluss in den Gemeinden Sumvitg, Trun und Breil/Brigels.
| Bild | Name                                    | Ort               | Lage | Funktion                                                                                              | Konstruktion   | Material | Länge in m | Höhe m ü. M. | Bemerkungen |
| ---- | --------------------------------------- | ----------------- | ---- | --- | -------------- | -------- | ---------- | ------------ | --- |
|      | Pletschen-Brücke (Via Laus)             | Cumpadials        |      | Strassenbrücke (zweispurig)                                                                           | Balkenbrücke   | Beton    | 70         | 934          | Mountainbike-Route 208 Val Russein (Disentis–Disentis) |
|      | Plaun Fravia-Brücke (Via Curtinatsch)   | Cumpadials        |      | Strassenbrücke (zweispurig)                                                                           | Bogenbrücke    | Beton    | 50         | 920          | Sumvitg Tourismn Buslinie 475 (Rabius-Runcahez Val Sumvitg) Bergwanderweg |
|      | Unbenannte Brücke                       | Rabius – Surrein  |      | Strassenbrücke (zweispurig) mit Trottoirs                                                             | Bogenbrücke    | Beton    | 50         | 898          | Bergwanderweg Flussabwärts der Brücke befindet sich das national geschützte Auengebiet Cahuons. |
|      | Via Rensch-Brücke                       | Campliun          |      | Strassenbrücke (zweispurig)                                                                           | Balkenbrücke   | Beton    | 40         | 864          | Mountainbike-Route 1 Alpine Bike (Etappe 8 Lumbrein–Disentis) Veloland-Route 2 Rhein-Route (Etappe 2 Disentis–Chur) Langlaufen-Route 250 Nordic Surselva (Disentis–Trun)                                                               |
|      | Hauptstrasse-Brücke (Oberalpstrasse)    | Zignau            |      | Strassenbrücke (zweispurig) mit Trottoir                                                              | Balkenbrücke   | Beton    | 135        | 840          | PostAuto-Buslinie 472 (Zignau-Trun-Campliun) Mountainbike-Route 1 Alpine Bike (Etappe 8 Lumbrein–Disentis) und Route 90 Graubünden Bike (Etappe 11 Lumbrein–Trun)                                                                      |
|      | Tavanasa-Wehrbrücke                     | Dardin            |      | Werkbrücke                                                                                            | Balkenbrücke   | Beton    | 60         | 805          | Allgemeines Fahrverbot: Zutritt verboten Betriebsbrücke der Axpo Hydro Surselva |
|      | Kraftwerk Tavanasa-Brücke               | Danis – Tavanasa  |      | Werkbrücke                                                                                            | Balkenbrücke   | Beton    | 50         | 799          | Verbot für Lastwagen Betriebsbrücke der Axpo Hydro Surselva |
|      | Unbenannte Brücke                       | Danis – Tavanasa  |      | Strassenbrücke (zweispurig) mit stillgelegtem Bahngleis, Trottoir und Rohrleitung an der Brückenseite | Balkenbrücke   | Beton    | 40         | 798          | Betriebsbrücke der Axpo Hydro Surselva |
|      | RhB-Brücke                              | Danis – Tavanasa  |      | Eisenbahnbrücke (eingleisig)                                                                          | Fachwerkbrücke | Stahl    | 72         | 791          | Höchstgeschwindigkeit 70 km/h Bahnstrecke Reichenau-Tamins–Disentis/Mustér (Surselvalinie), eröffnet 1912 |
|      | Neue Tavanasa-Brücke                    | Danis – Tavanasa  |      | Strassenbrücke (dreispurig)                                                                           | Balkenbrücke   | Beton    | 200        | 804          | Überholen verboten Höchstgeschwindigkeit 80 km/h |
|      | Vorderrheinbrücke Danis (Via da Breil)  | Danis – Tavanasa  |      | Strassenbrücke (zweispurig) mit Werkleitungen unterhalb der Fahrbahn                                  | Balkenbrücke   | Beton    | 101        | 798          | Gebaut 2014–2016. Höchstgeschwindigkeit 80 km/h Höchstgewicht 32 t PostAuto-Buslinie 461 (Tavanasa-Breil/Brigels) Die Brücke überquert auch das Trasse der Rhätischen Bahn.                                                            |
|      | Rheinbrücke Tavanasa («Versell-Brücke») | Danis – Tavanasa  |      | Strassenbrücke (ehemalig), dient heute dem Langsamverkehr                                             | Bogenbrücke    | Beton    | 85         | 797          | Gebaut 1928, saniert 2017, ersetzte Brücke von 1906, die 1927 von einem Murgang zerstört wurde. Allgemeines Fahrverbot Veloland-Route 2 Rhein-Route (Etappe 2 Disentis–Chur) Die Brücke überquert auch das Trasse der Rhätischen Bahn. |
|      | Unbenannte Brücke                       | Tavanasa          |      | Strassenbrücke (einspurig) mit Trottoir                                                               | Fachwerkbrücke | Stahl    | 54         | 780          | Gebaut 1929, saniert 2006 Höchstgewicht 7 t Höchsthöhe 3,7 m |
|      | Rheinbrücke Waltensburg                 | Waltensburg/Vuorz |      | Strassenbrücke (zweispurig)                                                                           | Bogenbrücke    | Beton    | 69         | 745          | Gebaut 1912, saniert und verstärkt 2010 Bergwanderweg Die Brücke befindet sich im national geschützten Auen- und Amphibienlaichgebiet Ogna da Pardiala.                                                                                |

### UntereSurselva
12 Brücken überspannen den Fluss in den Gemeinden Ilanz/Glion, Schluein, Sagogn, Safiental, Trin, Bonaduz und Tamins.
| Bild | Name                                     | Ort                  | Lage | Funktion                                                                      | Konstruktion                   | Material         | Länge in m | Höhe m ü. M. | Bemerkungen |
| ---- | ---------------------------------------- | -------------------- | ---- | ----------------------------------------------------------------------------- | ------------------------------ | ---------------- | ---------- | ------------ | --- |
|      | RhB-Brücke                               | Rueun                |      | Eisenbahnbrücke (eingleisig)                                                  | Fachwerkbrücke                 | Stahl            | 62         | 736          | Höchstgeschwindigkeit 75 km/h Bahnstrecke Reichenau-Tamins–Disentis/Mustér (Surselvalinie), eröffnet 1912 Die Brücke befindet sich im national geschützten Auen- und Amphibienlaichgebiet Ogna da Pardiala. |
|      | Punt da Rueun                            | Rueun                |      | Strassenbrücke (einspurig)                                                    | Gedeckte Brücke Fachwerkbrücke | Holz             | 44         | 725          | Gebaut 1839/40, totalsaniert 1996 Die älteste gedeckte Holzbrücke des Kantons steht unter kantonalem Denkmalschutz. Verbot für Motorwagen und Motorräder: Land- und forstwirtschaftlicher Verkehr sowie Besucher zum Sportplatz gestattet Höchstgewicht 8 t Höchsthöhe 2,8 m Wanderweg |
|      | Via Salavras-Brücke                      | Rueun                |      | Strassenbrücke (zweispurig)                                                   | Balkenbrücke                   | Beton            | 55         | 720          | Wanderweg Flussabwärts der Brücke befindet sich das national geschützte Auen- und Amphibienlaichgebiet Plaun da Foppas. |
|      | RhB-Brücke                               | Ilanz                |      | Eisenbahnbrücke (eingleisig) mit Fussgänger- und Velosteg                     | Fachwerkbrücke                 | Stahl            | 62         | 701          | Höchstgeschwindigkeit 55 km/h Bahnstrecke Reichenau-Tamins–Disentis/Mustér (Surselvalinie), eröffnet 1912 |
|      | Rheinbrücke Ilanz West (Lugnezerstrasse) | Ilanz                |      | Strassenbrücke (zweispurig) mit Rohrleitungen unterhalb der Fahrbahn          | Balkenbrücke                   | Beton            | 267        | 701          | Eröffnet 2016. Die Brücke überquert auch die Rhätische Bahn und das Industriegebiet «California». Höchstgeschwindigkeit 80 km/h |
|      | Rheinbrücke Ilanz Ost (Via Centrala)     | Ilanz                |      | Strassenbrücke (zweispurig) mit Trottoirs und Rohrleitung an der Brückenseite | Balkenbrücke                   | Beton            | 65         | 700          | Gebaut 1962/63, ersetzte gedeckte Holzbrücke von 1851 PostAuto-Buslinien 411421422424 Mountainbike-Route 259 Cuolm Sura (Ilanz–Ilanz) und Route 260 Rheinschluchttour (Ilanz–Ilanz) Wanderland-Route 55 Via Suworow (Etappe 11 Pigniu–Ilanz) Die hydrometrische Messstation Vorderrhein - Ilanz (2033) vom Bundesamt für Umwelt (BAFU) befindet sich 140 m flussabwärts auf der rechten Seite. |
|      | Punt Crap Gries                          | Schluein – Castrisch |      | Fussgänger- und Velobrücke                                                    | Schrägseilbrücke               | Stahl            | 99         | 685          | Gebaut 2016 Wanderweg Die Brücke befindet sich im national geschützten Auengebiet Cauma. und im Smaragd-Gebiet Ruinaulta. |
|      | Rheinbrücke Valendas-Sagogn              | Sagogn – Valendas    |      | Strassenbrücke (zweispurig)                                                   | Fachwerkbrücke                 | Stahl            | 85         | 669          | Gebaut 1903, saniert 2017 Höchstgewicht 18 t Mountainbike-Route 259 Cuolm Sura (Ilanz–Ilanz) Die Brücke befindet sich im Smaragd-Gebiet Ruinaulta. |
|      | RhB-Brücke (Isla Bella-Brücke)           | Versam               |      | Eisenbahnbrücke (eingleisig) mit Fussgängersteg                               | Fachwerkbrücke                 | Stahl            | 94         | 626          | Höchstgeschwindigkeit 55 km/h Bahnstrecke Reichenau-Tamins–Disentis/Mustér (Surselvalinie), eröffnet 1903 Bergwanderweg Die Brücke befindet sich im national geschützten Auengebiet Ruinaulta und im Smaragd-Gebiet Ruinaulta. |
|      | Punt Ruinaulta                           | Trin – Bonaduz       |      | Fussgänger- und Velobrücke                                                    | Hängebrücke                    | Stahl Beton Holz | 105        | 610          | Gebaut 2010 Bergwanderweg Die Brücke befindet sich im Smaragd-Gebiet Ruinaulta. |
|      | RhB-Brücke (Farsch-Brücke)               | Tamins – Bonaduz     |      | Eisenbahnbrücke (eingleisig) mit Fussgängersteg                               | Fachwerkbrücke                 | Stahl            | 57         | 594          | Höchstgeschwindigkeit 50 km/h Bahnstrecke Reichenau-Tamins–Disentis/Mustér (Surselvalinie), eröffnet 1903 Bergwanderweg |
|      | Hauptstrasse-Brücke                      | Reichenau – Bonaduz  |      | Strassenbrücke (zweispurig) mit Trottoir                                      | Balkenbrücke                   | Beton            | 68         | 593          | Gebaut 1986, ersetzte beinahe hundertjährige Eisenkonstruktion. Höchstgeschwindigkeit 30 km/h (Seite Reichenau) und 50 km/h Höchstgewicht 40 t Chur Bus-Buslinien 1 und N1 (Chur–Domat/Ems–Reichenau–Bonaduz–Rhäzüns) Mountainbike-Route 260 Rheinschluchttour (Ilanz–Ilanz) und Route 261 Rhäzünser Rheinauen (Rhäzüns–Rhäzüns) Veloland-Route 2 Rhein-Route (Etappe 2 Disentis–Chur)         |